# Juan Carlos Cárdenas Toro
Juan Carlos Cárdenas Toro (Cartago, 31 de maio de 1968) é prelado católico colombiano e bispo de Pasto.

## Biografia
Estudou no Seminário Nacional de La Ceja e no Seminário Diocesano de Cartago. Mais tarde, obteve uma licenciatura em filosofia pela Pontifícia Universidade Gregoriana de Roma. Recebeu o sacramento da ordenação em 6 de setembro de 1997 para a Diocese de Cartago.
Além de várias tarefas na pastoral e na formação sacerdotal, foi companheiro espiritual do movimento dos Cursilhos. Desde 2010 trabalha para a Conferência Episcopal Colombiana, primeiro no Centro Pastoral de Evangelismo e, desde 2014, no Secretariado da Conferência Episcopal.
Em 26 de junho de 2015, o Papa Francisco o nomeou bispo titular de Nova e bispo auxiliar de Cali. Dom Ettore Balestrero, núncio apostólico na Colômbia, o consagrou bispo em 25 de julho do mesmo ano. Os co-consagrantes foram o arcebispo de Nueva Pamplona, Luis Madrid Merlano, e o bispo de Cartago, José Alejandro Castaño Arbeláez OAR.
Em 2019, Cárdenas foi eleito secretário geral do Conselho Episcopal Latino-Americano (CELAM) para um mandato até 2023. Em 1 de outubro de 2020, no entanto, o Papa Francisco o nomeou bispo de Pasto e ele então renunciou à função do Conselho Episcopal Latino-Americano. A posse na diocese de Pasto ocorreu em 21 de novembro do mesmo ano.